# Селевкія Пієрія
Селевкія Пієрія (дав.-гр. Σελεύκεια Πιερία) — стародавнє місто в Сирії, побудоване Селевком I Нікатором за 6 км на північ від гирла річки Оронт. Селевкія була одним із міст «сирійського тетраполіса» (що мало у своєму складі ще Антіохію Сирійську, Апамею Сирійську та Лаодікію). Селевкія була військовим і торговельним портом Великої Антіохії, розташованої вище за течією Оронта. Руїни міста знаходяться в Туреччині поблизу приморського селища Челвік (тур. Çevlik) поблизу міста Самандаг в провінції Хатай.

## Історія
Селевкія Пієрія була заснована в 300 р. до н. е. Селевком I Нікатором, одним з генералів Александра Македонського, діадохом і засновником Держави Селевкідів. Аппіан Александрійський говорить, що коли Селевк збирався будувати місто, то «знамення грому передувало його основі, і тому він присвятив це божественне місце грому. Відповідно жителі поклоняються грому і співають йому хвалу і донині». Місто лежало в гирлі Оронта неподалік від гори Кассіус і виконував функції торгового і військово-морського порту Антіохії. Діодор Сицилійський говорить, що першими колоністами були мешканці Антигонії та євреї.
У 241 р. до н. е. в обмін на мир в результаті Третьої сирійської війни (також відомої як Війна Лаодіки, 246-241) Селевкія була віддана Птолемею III з частиною північного узбережжя Сирії.
Місто було знову завойовано Селевкідами під час Четвертої сирійської війни (219-217) басилевсом Антіохом III.
Коли в 86 р. до н. е. Держава Селевкідів була підкорена вірменським завойовником Тиграном II Великим, Селевкія Пієрія залишилася єдиним не підкорившимся йому містом. Римський полководець Помпей Великий, відновивши державу Селевкідів, віддав місто і інші області Месопотамії Антіоху I Теосу Коммагенському, але де-факто Селевкія залишалася вільною. Місто мало право на карбування монет.
Селевкію Пієрію також, щоб відрізняти від інших Селевкій, називали Селевкією біля моря, так як це був головний порт Сирії, затьмариший навіть Антіохію-на-Іссі. Саме звідси апостол Павло з Варнавою та Марком вирушив у свою першу місіонерську подорож.
Місто було рано навернене у християнство . Відомо, що єпископ Селевкії Зіновій був присутній на Нікейському соборі у 325 році. У шостому столітті в Notitiae Episcopatuum зазначено, що в Селевкії є автокефальний архієпископ, підлеглий Антіохії; діоцез проіснував до десятого століття (Echos d'orient, X, 97).
Місто постраждало від важкого землетрусу в 526 році, і ніколи не оговталося. А коли Сасаніди захопили Селевкію близько 540 року, то її вже ніхто не захищав. Місто так і не оговталося, як порт, але аль-Валід ібн Абд аль-Малік, омеядський халіф (705-715), побудував фортецю в місті. У період хрестоносців використовувалося як порт Антіохії і було відоме під назвою Святий Симеон.